# 彼得堡学派
彼得堡学派(苏联时期为列宁格勒)是19世纪下半叶到20世纪初以圣彼得堡为中心形成的数学学派，以圣彼得堡的圣彼得堡大学东方学系和圣彼得堡科学院為發源地，其奠基人切比雪夫在数论和概率论领域取得了突破性成果。俄国汉学另有莫斯科学派和远东学派（中心在符拉迪沃斯托克），但以彼得堡学派最早，是为俄罗斯汉学之鼻祖，在20世纪之前是俄国汉学的主要中心。
彼得堡学派形成初期主要依赖对欧洲汉学的引进。17世纪末的彼得一世改革包括1724年建立彼得堡皇家科学院，外聘德籍院士巴耶尔等欧洲汉学家，成为俄国汉学的起点。19世纪汉学家王西里成为彼得堡学派创始人，学生有格奥尔吉耶夫斯基、柏百福等。彼得堡学派更侧重对中国经典的翻译与研究，如王西里译诗经、阿列克谢耶夫译李白、谢列布里亚科夫译陆游、罗季奥诺夫译老舍等。
2016年，第21届欧洲汉学学会大会在俄罗斯圣彼得堡召开，米亚斯尼科夫作了题为《彼得堡汉学学派》的报告，首次对这一学派进行专题讨论。

## 代表人物
- 比丘林
- 伊凤阁
- 瓦西里·阿列克谢耶夫